# Mike Burman
Mike Burman (* 1. April 1974 in North Bay, Ontario) ist ein ehemaliger kanadischer Eishockeyspieler (Verteidiger), der in seiner aktiven Karriere unter anderem für den EHC München und die Kaufbeurer Adler spielte.

## Karriere
Burman begann seine Karriere in der Saison 1990/91 bei den North Bay Centennials in der Ontario Hockey League, bei denen er bis zur Saison 1993/94 unter Vertrag stand. Schon beim NHL Entry Draft 1992 hatten ihn die Montréal Canadiens in der achten Runde als 188. ausgewählt, doch der Sprung in die National Hockey League gelang ihm nicht. In der Saison 1994/95 spielte Burman für die Knoxville Cherokees in der East Coast Hockey League, wechselte aber noch während dieser zum Ligakonkurrenten Richmond Renegades, für die er auch 1995/96 aufs Eis ging. Wiederum unter der Saison wechselte er zu den Jacksonville Lizard Kings, bevor er in der Saison 1996/97 nach Deutschland zu den Kaufbeurer Adlern in die Deutsche Eishockey Liga wechselte.
Zwischen 1997 und 1999 spielte Burman in Italien beim HC Milano, bevor er zur Saison 1999/00 zu Olimpija Hertz Ljubljana nach Slowenien wechselte. Dort wurde Burman allerdings nicht glücklich und er wechselte abermals unter der Saison zu den Fort Wayne Komets in die United Hockey League. Zur Saison 2000/01 kehrte Burman in die italienische Serie A zurück und spielte beim WSV Sterzing und 2001/02 für die A&O Asiago. Im Jahr 2002 zog es Burman erneut nach Deutschland, diesmal zum EC Bad Nauheim in die 2. Bundesliga, für den er die Saison 2002/03 und die Saison 2003/04 spielte.
Burman blieb auch zur Saison 2004/05 in Deutschland und wechselte zum Aufstiegsaspiranten der Oberliga dem EHC München, mit dem Burman der Aufstieg gelang und bei dem er auch in der Saison 2005/06 unter Vertrag stand. Sein letztes Jahr als Eishockeyprofi verbrachte Burman in der Saison 2006/07 in Norwegen bei Stjernen Hockey.

## Erfolge und Auszeichnungen
- 1994 J.-Ross-Robertson-Cup-Gewinn mit den North Bay Centennials
- 1995 Murphy-Cup-Gewinn mit den San Jose Rhinos
- 1995 Riley-Cup-Gewinn mit den Richmond Renegades
- 1996 Teilnahme am ECHL All-Star Game

## Karrierestatistik
(Legende zur Spielerstatistik: Sp oder GP = absolvierte Spiele; T oder G = erzielte Tore; V oder A = erzielte Assists; Pkt oder Pts = erzielte Scorerpunkte; SM oder PIM = erhaltene Strafminuten; +/− = Plus/Minus-Bilanz; PP = erzielte Überzahltore; SH = erzielte Unterzahltore; GW = erzielte Siegtore; 1 Play-downs/Relegation; Kursiv: Statistik nicht vollständig)